# Krelagehuis
Het Krelagehuis is een voormalig handelsgebouw en evenementenlocatie gebouwd in opdracht van de Koninklijke Algemene Vereniging voor Bloembollencultuur in de Noord-Hollandse stad Haarlem. Het gebouw werd in 1928 gebouwd aan de Leidsevaart ter hoogte van nummer 12-20. Het is in 1972 gesloopt na een verwoestende brand.

## Geschiedenis
Op de plek van het Krelagehuis stond voorheen de kistenfabriek van Hendrik Figee. Deze was later in gebruik als de machinefabriek van de Gebroeders Figee. Het Krelagehuis werd gebouwd als handels- en tentoonstellingsgebouw. Zo vonden in het gebouw bloembollenbeurzen plaats ter keuring van nieuwigheden. En werden er tentoonstellingen en vergaderingen gehouden. Ook vonden er regelmatig sportwedstrijden plaats van onder andere badminton, tafeltennis en basketbal, alhoewel het niet over de destijds modernste faciliteiten beschikte. Begin 20e eeuw was Haarlem het centrum van de bloembollenteelt uit de Bollenstreek. Het gebouw is vernoemd naar de familie Krelage, een van de vooraanstaande Haarlemse kwekersfamilies.
Begin jaren 70 was het in gebruik als locatie van supermarktketen Vomar.
Na een brand in 1972 en een storm een jaar later moest het gebouw worden afgebroken. In 2011 verrees er kantoor- en showroomcomplex dat werd ontworpen door de Haarlemse architect Cees den Heijer.